# Convent dels Pares Carmelites (Tarragona)
Convent dels Pares Carmelites és un edifici religiós de grans dimensions. del municipi de Tarragona protegit com a bé cultural d'interès local. Està format per dos cossos: el convent i l'església rematada per pinacles esvelts. De planta baixa, dos pisos i galeria resseguida amb murs de paredat carrejat, té zones angulars i obertures de rajola vista.
Cal destacar la façana modernista amb elements neogòtics a la portalada de l'església, així com l'estilització del campanar amb revestiment de ceràmica de colors i decoració escultòrica.
L'any 1896 Pau Monguió i Segura projectà l'església i convent dels pares carmelites al carrer de l'Assalt, als afores de la muralla i a un costat de l'Institut de Secundària. Concebut notòriament el convent i l'església, l'edifici es desenvolupa seguint el perímetre del solar. La venda de parcel·les i les edificacions (pàrquing i habitatges) han desvirtuat el projecte originari. El cambril i cimbori són obra de l'arquitecte Josep Maria Jujol i Gibert.

## Descripció
Edifici singular de caràcter neogòtic construït amb pedra de llisós procedent del mateix solar i una de les construccions més destacades de l'època. Cal assenyalar que fou un dels primers edificis en què s'utilitza la pedra artificial, cosa que no va agradar als picapedrers tarragonins. Destaca el nivell del detall i el joc de color.
A un extrem hi ha l'església de caràcter neogòtic i al costat el convent amb dues importats façanes (una dona al carrer d'Assalt i l'altre al d'August).
El convent consta de planta baixa i tres pisos. El cos superior d'habitacions és obra de Josep M. Pujol dissenyat el 1926.
L'església fou projectada com un temple de nau única amb capelles laterals. A l'interior sobresortien les decoracions inspirades en formes barroques, perdudes durant la Guerra Civil. A la façana destaca la torre campanar i el cambril de la verge del Carme, dissenyat per en Jujol. El retaule és obra de Cèsar Martinell, realitzat als anys 40 del segle xx.
En la composició de la façana destaquen els elements d'inspiració gòtica de formes agudes (pinacles, capitells, agulles) característics del gòtic septentrional, els quals accentuen la verticalitat de l'edifici i projecten continguts d'ordre espiritual. Podem veure reflectit el pensament de Viollet-le-Duc així com la repetició d'alguns elements decoratius del Dicionnaire Raisoné. Aquesta derivació neo no arracona l'ús d'altres estils d'origen medieval com el mudèjar, sobretot en la disposició artística de la maçoneria, en la part del convent.

## Història
El 1952, s'amplià la zona conventual, essent l'arquitecte Antoni Pujol i Sevil l'autor.
El 1957 es va ampliar el seminari a la banda del carrer August amb Antoni Pujol i Sevil com a arquitecte.
Finalment, el 1960 es va reformar l'interior de l'església totalment, i si abans comptava amb només una nau, es va posar al costat de l'absis una de nova.